# Eurycotis rhodae
Eurycotis rhodae är en kackerlacksart som beskrevs av Gurney 1942. Eurycotis rhodae ingår i släktet Eurycotis och familjen storkackerlackor.
Artens utbredningsområde är Kuba. Inga underarter finns listade i Catalogue of Life.